# Kudziszki
Kudziszki (biał. Кудзішкі; ros. Кудишки) − wieś na Białorusi, w obwodzie grodzieńskim, w rejonie smorgońskim, w sielsowiecie Soły.

## Historia
W czasach zaborów zaścianek w gminie Soły, w powiecie oszmiańskim, w guberni wileńskiej Imperium Rosyjskiego. W 1866 roku w 1 domu zamieszkiwało 5 osób. W 1905 wymieniono folwark i wieś. Wieś liczyła 24 mieszkańców, 26 dziesięcin; folwark liczył 4 mieszkańców 35 dziesięcin, własność Tyszki.
Po I wojnie światowej pod administracją polską, w Zarządzie Cywilnym Ziem Wschodnich. W latach 1920–1922 w składzie Litwy Środkowej.
Od 11 kwietnia 1922 wieś i zaścianek leżały w Polsce, w województwie wileńskim, w powiecie oszmiańskim, w gminie Soły.
W 1931:
- wieś w 6 domach zamieszkiwało 30 osób[4].
- zaścianek[b] w 2 domach zamieszkiwało 11 osób[4].

Wierni należeli do parafii rzymskokatolickiej w Sołach. Miejscowość podlegała pod Sąd Grodzki w Oszmianie i Okręgowy w Wilnie; właściwy urząd pocztowy mieścił się w Sołach.
Po II wojnie światowej w granicach Związku Sowieckiego. Od 1991 w niepodległej Białorusi.